# Stethaspis discoidea
Stethaspis discoidea är en skalbaggsart som beskrevs av Thomas Broun 1893. Stethaspis discoidea ingår i släktet Stethaspis och familjen Melolonthidae. Inga underarter finns listade i Catalogue of Life.